# Антті Туленгеймо
Антті Туленгеймо (фін. Antti Agathon Tulenheimo; 4 грудня 1879, Канґасала — 3 вересня 1952, Гельсінкі) — державний і політичний діяч Фінляндії, 12-ий прем'єр-міністр Фінляндії у 1925, депутат Едускунти, мер Гельсінкі, голова Національної коаліційної партії.

## Життєпис
12-ий прем'єр-міністр Фінляндії, депутат Едускунти, голова Національної коаліційної партії, мер Гельсінкі.
За освітою — юрист, викладав з 1911 по 1918 у Гельсінському університеті, в 1919 році призначений професором кримінального права в Гельсінському університеті.
З 1926 по 1930 рики — ректор, а з 1944 року до смерті — канцлер Гельсінського університету.
Політичну кар'єру почав в 1914 році, був обраний у фінський парламент (Едускунту).
Згодом обирався депутатом парламенту і представляв там з 1922 по 1923 і з 1930 по 1932 роки Національну коаліційну партію Фінляндії.
Після проголошення незалежності країни з травня 1918 до серпня 1919 — губернатор провінції Хяме, а також з листопада 1918 року по квітень 1919 року — міністр в кабінеті Лаурі Інґмана.
З 1921 по 1924 роки — голова Національної коаліційної партії.
У березні 1925 року — прем'єр-міністр коаліційного уряду Національної коаліційної партії і Аграрної ліги. Після відходу у відставку в грудні 1925 відійшов від участі в політичному житті.
З 1926 по 1930 роки — голова міської ради Гельсінкі, з 1931 по 1944 роки — мер Гельсінкі.